# Claude Carron de la Carrière
Claude Carron de la Carrière (Heist, 9 maart 1914 - Brugge, 29 december 1975) was de laatste burgemeester van de zelfstandige Belgische gemeente Loppem.

## Familie
Claude Emile Adrien Marie Ghislain Carron de la Carrière Moyencourt was de zoon van José Carron de la Carrière Moyencourt (1872-1966) en Leontine van Caloen de Basseghem (1881-1957), dochter van Julien van Caloen de Basseghem, burgemeester van Varsenare. José Carron had de Franse nationaliteit en in 1935 koos Claude Carron voor de Belgische.
In 1947 trouwde hij met Solange Coppieters (1922), dochter van Fernand Coppieters de ter Zaele, burgemeester van Sint-Andries. Zij was de weduwe van Jacques van Delft (1915-1944), die door de terugtrekkende Duitsers op 4 september 1944 werd neergeschoten. Uit haar tweede huwelijk had ze drie dochters. Het echtpaar woonde in het kasteel Ter Mote in Loppem.

## Levensloop
In 1940 nam hij als onderofficier bij het Tweede regiment Gidsen deel aan de Achttiendaagse Veldtocht en werd op de dagorde van zijn regiment geciteerd omwille van zijn moed en volharding tijdens de gevechten in Tessenderlo en Zelzate.
Hij trad toe tot het Verzet, meer bepaald tot de Groep Jerôme binnen het Geheim Leger. 
In 1958 werd hij lid en in 1966 proost van de Edele Confrérie van het Heilig Bloed

## Burgemeester
Op 1 januari 1971 werd Claude Carron burgemeester van Loppem, in opvolging van Karl van Caloen. Hij beleefde het einde van zijn mandaat niet, aangezien hij einde 1975 overleed. Hij was de laatste burgemeester van de zelfstandige gemeente Loppem, die op 1 januari 1977 opging in de nieuwe gemeente Zedelgem